# Kris Wolf
Kris Hernández (nacida el 12 de agosto de 1984 en Chicago, Illinois, Estados Unidos) es una luchadora profesional retirada, fotógrafa, el talento de voz en off, y la personalidad de YouTube estadounidense, más conocida por su nombre en el ring Kris Wolf que competía en World Wonder Ring Stardom y en el circuito independiente.

## Carrera

### World Wonder Ring Stardom (2014-2018)
El 10 de agosto de 2014, Wolf debutó en el World Wonder Ring Stardom en un esfuerzo perdedor contra Reo Hazuki y Koguma en un combate a tres bandas. Ella ganó su primer título, el Campeonato de High Speed, al derrotar a Mayu Iwatani y Kagetsu en un combate a tres bandas el 23 de febrero de 2017. Perdió el título ante Shanna el 16 de julio. El 2 de diciembre, Wolf ganó el Campeonato Mundial Femenino de Wrestling Show (AWS), derrotando a Nicole Savoy.
Wolf dejó World Star Ring Stardom el 25 de marzo de 2018.

### Ring of Honor (2017)
El 23 de junio, Wolf hizo su debut en Ring of Honor en el evento de Best in the World en un dark match donde ella y Sumie Sakai derrotaron a Deonna Purrazzo y Mandy Leon en equipos. La noche siguiente, en la edición del 24 de junio de Women of Honor, ganó su primera victoria en un combate individual de ROH, derrotando a Sumie Sakai.

### Circuito independiente (2017-2019)
Desde que dejó Stardom, Wolf ha estado compitiendo regularmente en los circuitos independientes en el Reino Unido, Irlanda, Norteamérica y Europa.
El lunes 4 de febrero de 2019, Kris Wolf anunció en su cuenta de Youtube que por razones médicas debía retirarse de forma definitiva de la lucha libre.

## Vida personal
Wolf es originaria de Chicago, Illinois, y es de origen filipino. Pasó la mayor parte de su infancia y adolescencia en Nueva Jersey, donde ella y su hermana fueron criadas por su madre. Después de mudarse a la edad de 18 años, finalmente se estableció en San Francisco (California). Se mudó a Tokio, Japón, donde vivió durante 6 años, después de la ruptura de una relación a largo plazo; ella originalmente visitó Japón como un retiro y se enamoró del país después de pasar 20 días en bicicleta por el campo japonés.
Trabajó como profesora de inglés en Tokio durante un año y medio hasta que alguien sugirió que debería considerar hacer la Lucha libre profesional de Joshi después de tener dudas sobre su carrera; esto la llevó a encontrar un combate de Stardom en YouTube y registrarse para entrenar en la promoción.
En enero de 2019, Hernández anuncio el casamiento con su pareja.

## Campeonatos y logros
- Alternative Wrestling Show
  - AWS Women's World Championship (1 vez)[4]

- World Wonder Ring Stardom
  - High Speed Championship (1 vez)

- Pro Wrestling Illustrated
  - Situada en el N°28 en el PWI Female 100 en 2018